# United States Golf Association

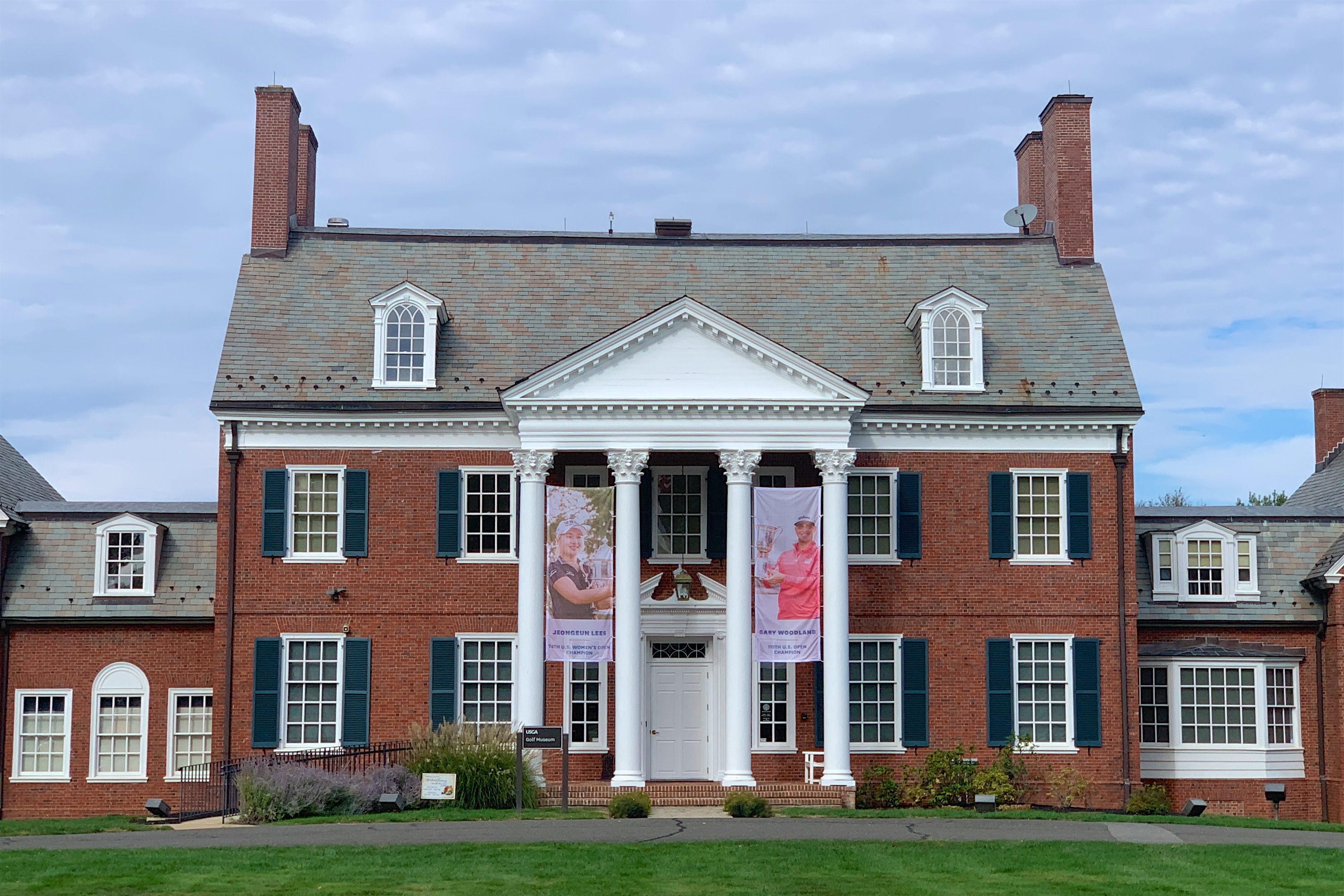
L'USGA Museum à Liberty Corner, New Jersey.

La United States Golf Association (USGA) est l’association nationale des parcours, clubs et autres installations de golf américains et l’autorité dirigeante du golf pour les États-Unis et le Mexique. En association avec le R&A, la USGA établit et interprète les règles du golf. En outre, la USGA établit un système national de handicap pour les golfeurs, organise plusieurs tournois importants et teste la conformité du matériel de golf par rapport aux règles. Elle est pour l’instant dirigée par son Directeur Exécutif David B. Fay et son Président Walter Driver Jr. Son siège se situe au "Golf House" à Far Hills, New Jersey.
Le Bob Jones Award est la plus haute distinction accordée par la United States Golf Association en reconnaissance d’une sportivité distinguée en golf. Elle a été accordée pour la première fois en 1955.

## Histoire
La USGA fut initialement fondée en 1894 en vue de résoudre la question d’un championnat national amateur. Plus tôt dans l’année, le Newport Country Club et le Saint Andrew’s Golf Club avaient tous deux déclaré les vainqueurs de leur tournoi le « champion amateur national ». Cet automne, des délégués de Newport, Saint Andrew’s, The Country Club, Chicago Golf Club et Shinnecock Hills Golf Club se rencontrèrent à New York en vue de former une instance dirigeante nationale, qui serait chargée de l’administration du championnat ainsi que des règles de golf dans le pays. Le 22 décembre 1894, l’Association de Golf Amateur des États-Unis était officiellement constituée. Peu après, elle allait prendre son nom actuel. Le premier président en fut Theodore Havemeyer qui donna son nom au trophée amateur américain.
Le premier championnat amateur américain se tint en 1895 au Newport Country Club où Charles B. Macdonald, qui avait terminé second des deux championnats de l’année précédente, allait remporter le championnat. Le premier U.S. Open eut lieu le lendemain, un peu comme s’il s’était agi d’une idée d’après coup. Ce ne fut pas avant 1898 que les deux tournois furent organisés dans des clubs distincts. De nos jours, la USGA gère 13 championnats nationaux différents.
Au fil du temps, la USGA accrut ses membres bien au-delà des cinq clubs fondateurs. Elle comptait 267 clubs membres en 1910 et 1 138 en 1932. Le nombre de membres décrut durant la Grande Dépression et la Seconde Guerre Mondiale, mais recommença à croître vers 1947. Vers 1980, il y avait près de 5 000 clubs membres et aujourd’hui, leur nombre dépasse les 9 700.

## Compétitions organisées par la USGA
La USGA organise ou coorganise les compétitions suivantes :

### Tournois Open
Un tournoi « open » est un tournoi auquel à la fois les professionnels et les amateurs peuvent s’inscrire. De nos jours, ces tournois sont pratiquement toujours remportés par des professionnels. Les deux principaux championnats open aux États-Unis sont:
- Le U.S. Open – pas de restriction d’âge (minimal ou maximal). Créé en 1895, un des quatre championnats majeurs
- Le U.S. women’s Open – dames, sans restriction d’âge (minimal ou maximal). Créé en 1946, géré par la USGA depuis 1953, un des quatre tournois féminins majeurs.

La USGA organise également un open senior qui fait partie du Champions Tour. Bien qu’un Tour Dames Senior existe depuis 2001, la USGA n’a pas encore créé un Open Senior réservé aux dames.
- U.S. Senior Open - Messieurs, âgées de 50 ans ou plus, créé en 1980.
- U.S. Senior Women's Open - Dames, âgées de 50 ans ou plus, créé en 2018[2].

### Championnats individuels amateurs
Le golf professionnel aux États-Unis est géré essentiellement par la PGA of America, le PGA Tour et la LPGA. Toutefois, la USGA est le cœur du golf amateur dans le pays et elle organise les dix championnats amateurs nationaux. Les tournois principaux sont ouverts à quiconque, mais sont habituellement gagnés par des joueurs âgés d’une petite vingtaine d’années qui espèrent faire carrière dans le golf professionnel.
- l'U.S. Amateur  – pas de restriction de genre, handicap de 2.4 ou moins, créé en 1895.
- l'U.S. Women's Amateur –  femmes (sans limite d’âge), avec un handicap de 5.4 ou moins, créé en 1895.

Il existe deux championnats pour les joueurs et joueuses de moins de 18 ans :
- U.S. Junior Amateur – pas de restriction de genre, handicap de 6,4 ou moins, créé en 1948
- U.S. Girls' Junior – femmes ayant un handicap de 18.4 ou moins, créé 1949

Il existe deux championnats seniors :
- U.S. Senior Amateur – pas de restriction de genre, réservé aux joueurs âgés de 55 ans ou plus, ayant un handicap de 7.4 ou moins, créé en 1955
- U.S. Senior Women's Amateur – femmes âgées de 50 ans ou plus, ayant un handicap de 18.4 ou moins, créé en 1962

En raison du fait que l'U.S. Amateur et l'U.S. Women's Amateur ont été progressivement de plus en plus dominés par de futurs professionnels, deux championnats nationaux furent créés dans les années 1980 pour les "amateurs en carrière" de 25 ans et plus :
- l'U.S. Mid-Amateur – pas de restriction de genre, joueurs âgés de 25 ans ou plus, handicap de 3.4 ou moins, créé en 1981
- l'U.S. Women's Mid-Amateur – femmes âgées de 25 ans ou plus avec un handicap de 9.4 ou moins, créé en 1987

### Championnats amateurs par équipes
Ces deux championnats par équipes ont été annoncés en 2013 par l'USGA en remplacement des championnats "Public Links" interrompus en 2014. Les nouveaux tournois ont été disputés pour la première fois en 2015 par des équipes de 2 joueurs jouant en quatre-balles. Les membres d'une même équipe ne sont pas tenus de venir du même club, du même territorie administratif ou du même pays.
- l'U.S. Amateur Four-Ball – pas de restriction de genre ou d'âge ; handicap de 5.4 ou moins.
- l'U.S. Women's Amateur Four-Ball – pas de restriction d'âge, femmes ayant un handicap de 14.4 ou moins.

## L'USGA et l'environnement
Selon l'USGA, son intérêt s'est d'abord porté sur le gazon, quand en 1920, E.J. Marshall (avocat qui dirigeait le Club Inverness Club, de Toledo dans l'Ohio, était chargé de préparer un terrain pour le Championnat de l'US Open) s'est aperçu qu'il ne pouvait pas trouver d'information ni d'autorités agronomiques fiables et impartiales sur la meilleure gestion des gazons de golfs, pas même à l'USGA ou au Département américain de l'agriculture qu'il a consulté. ces deux entités ont décidé de collaborer pour fournir une information scientifique et neutre sur les gazon de golf, en créant, le 30 novembre 1920, un comité qui présidera une section de l'USGA dite « Green Section » (présenté comme centralisé et sans but lucratif, et réputé commercialement indépendant), qui existe encore. Le Green section a ensuite testé et produit des protocoles pour toutes les phases de l'entretien d'un parcours de golf, pour la lutte contre les maladies, les vers de terre, champignons, bactéries, acariens, nématodes ou insectes et les mauvaises herbes nuisant à l'aspect ou à la qualité du gazon de golf. Il a travaillé avec les semenciers pour importer, tester, croiser, sélectionner des souches d'herbacées afin de produire de variétés améliorées d'agrostide (dont génétiquement modifiée, par exemple pour résister au roundup, malgré les craintes de l'administration forestière ou l'opposition de grandes ONGE telles que le Sierra Club ou le Nature Conservancy), de pâturin des prés, de chiendent, de Zoysia (zoysiagrass pour le anglophones), et d'autres espèces d'herbacées. Il a encadré des recherches sur les sols, sables, tourbes, pesticides, engrais, l'irrigation, les matériaux et matériels et pratiques de création et d'entretien des parcours de golf.

En 1960, elle a élaboré et publié des spécifications pour la création de golfs, utilisée dans le monde entier.

En 1989, il a produit une vidéo sur la création de greens 
Depuis 1920, il aurait dépensé plus de 27 millions de dollars pour ce faire, dont plus de 10 millions de 1985 à 1995, via des projets associant des universités.

 Trois objectifs étaient annoncés par l'USGA :
- économiser l'eau[3]
- utiliser moins de pesticides[3]
- étudier les impacts de terrains de golf sur l'environnement[3].

...notamment via de nouvelles graminées améliorées, des pratiques de gestion améliorées.